# Alseodaphnopsis lanuginosa
Alseodaphnopsis lanuginosa là loài thực vật có hoa trong họ Nguyệt quế. Loài này được André Joseph Guillaume Henri Kostermans miêu tả khoa học đầu tiên năm 1973 dưới danh pháp Alseodaphne lanuginosa. Năm 2017, Hsi-wen Li và Jie Li chuyển nó sang chi Alseodaphnopsis.

## Môi trường sống và phân bố
Miền bắc Việt Nam.

## Tên gọi
Tên gọi tại Việt Nam là sụ lông mượt, vàng trắng nhung, du đơn lông mượt.